# This Time for Keeps
This Time for Keeps es una película musical romántica estadounidense de 1947 dirigida por Richard Thorpe y protagonizada por Esther Williams, Jimmy Durante, Johnnie Johnston y el cantante de ópera Lauritz Melchior. Producida por MGM, trata sobre un soldado que regresa a casa después de la guerra y que no desea trabajar para la compañía de ópera de su padre ni continuar su relación con su amante de antes de la guerra.
La película se rodó en color y en parte en el Grand Hotel, en la isla Mackinac en Michigan. 
This Time for Keeps se convirtió en la segunda película en la que el nombre de Williams apareció por primera vez encima del título, después de Fiesta. 

## Argumento
Richard Herald es un famoso cantante de ópera y padre de Richard Herald II, quien recientemente regresó de luchar en la guerra y ahora prefiere ser conocido como Dick Johnson. Dick está comprometido con la socialité Frances Allenbury desde antes de partir a la guerra, pero ha estado expresando cierta aprensión acerca de casarse con ella.
El señor Herald quiere que su hijo se una a él en la compañía de ópera, pero Dick quiere disfrutar de su vida ahora que está fuera del ejército. En el backstage del teatro, ve una revista en la que aparece Leonora "Nora" Cambaretti, una estrella del espectáculo acuático. Antes, según parece, después de que Dick sufriera una lesión durante la guerra, se quedó en un hospital donde Leonora actuaba para los pacientes.
A Dick aún no le habían quitado los vendajes de los ojos y la cabeza, por lo que no podía ver a Nora. Otros militares le describieron su belleza, mientras el amigo de su familia, Ferdi Farr, tocaba el piano. Pensando que estaba ciego, Nora permitió que Dick le tocara la cara y luego lo besó, solo para descubrir entonces que podía ver.
Nora ahora actúa como la estrella del espectáculo Aqua Capers. Dick la sorprende allí y le recuerda su encuentro anterior dándole un beso rápido y torciéndole la nariz como castigo. Nora sabe que Dick está allí para coquetear, pero le ofrece un trabajo en el programa, pero Ferdi convence a su amigo Xavier Cugat para que le dé a Dick un puesto como barítono en su club nocturno.

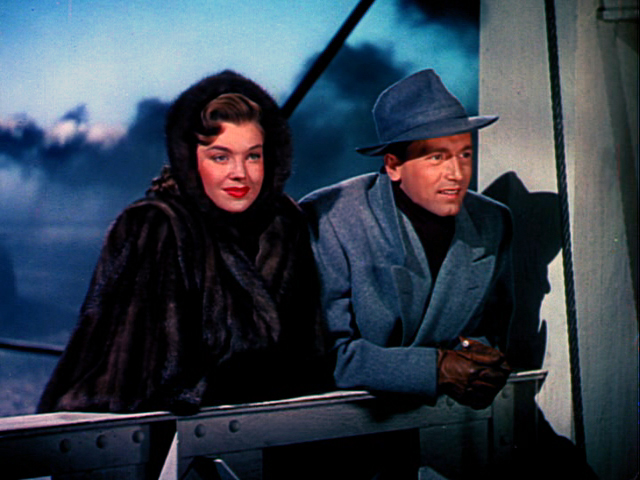
Esther Williams como Leonora 'Nora' Cambaretti y Johnnie Johnston como Dick Johnson

Después de una actuación de Aqua Capers, Dick y Nora van a cenar. Ferdi le recuerda que apenas sabe nada sobre Dick. En el ensayo del día siguiente, Nora dice que antes de poder enamorarse, Dick debe pasar la inspección de su familia en la isla Mackinac . Dick se va con Nora mientras la madre de Frances, Harriet, se reúne con Richard y acepta anunciar el compromiso de sus hijos, sin que Dick lo sepa.
En la isla, Dick conoce a la abuela de Nora y a su sobrina, Deborah, quienes se encariñan con él después de que canta la canción favorita de la abuela, "(I'll be with You) In Apple Blossom Time". La abuela de Nora le da su aprobación a Dick para Nora. Poco después, Dick se va a contarle a su padre sobre su relación con Nora y a romper el compromiso con Frances, algo de lo que Dick no le había hablado a Nora.
Gordon encuentra un anuncio de compromiso en el periódico sobre Dick y Frances y se lo muestra a Ferdi. Ferdi se lo cuenta a Nora y ella queda desconsolada. Gordon hace arreglos para que ella se quede en algún lugar donde Dick no pueda encontrarla. Seis semanas después, el Sr. Herald llega a un ensayo de Aqua Capers en un intento de encontrar a Nora, pero Ferdi no le dice dónde está. Ferdi va al club de Xavier Cugat para ver a Dick, quien acusa a Ferdi de estar enamorado también de Nora.

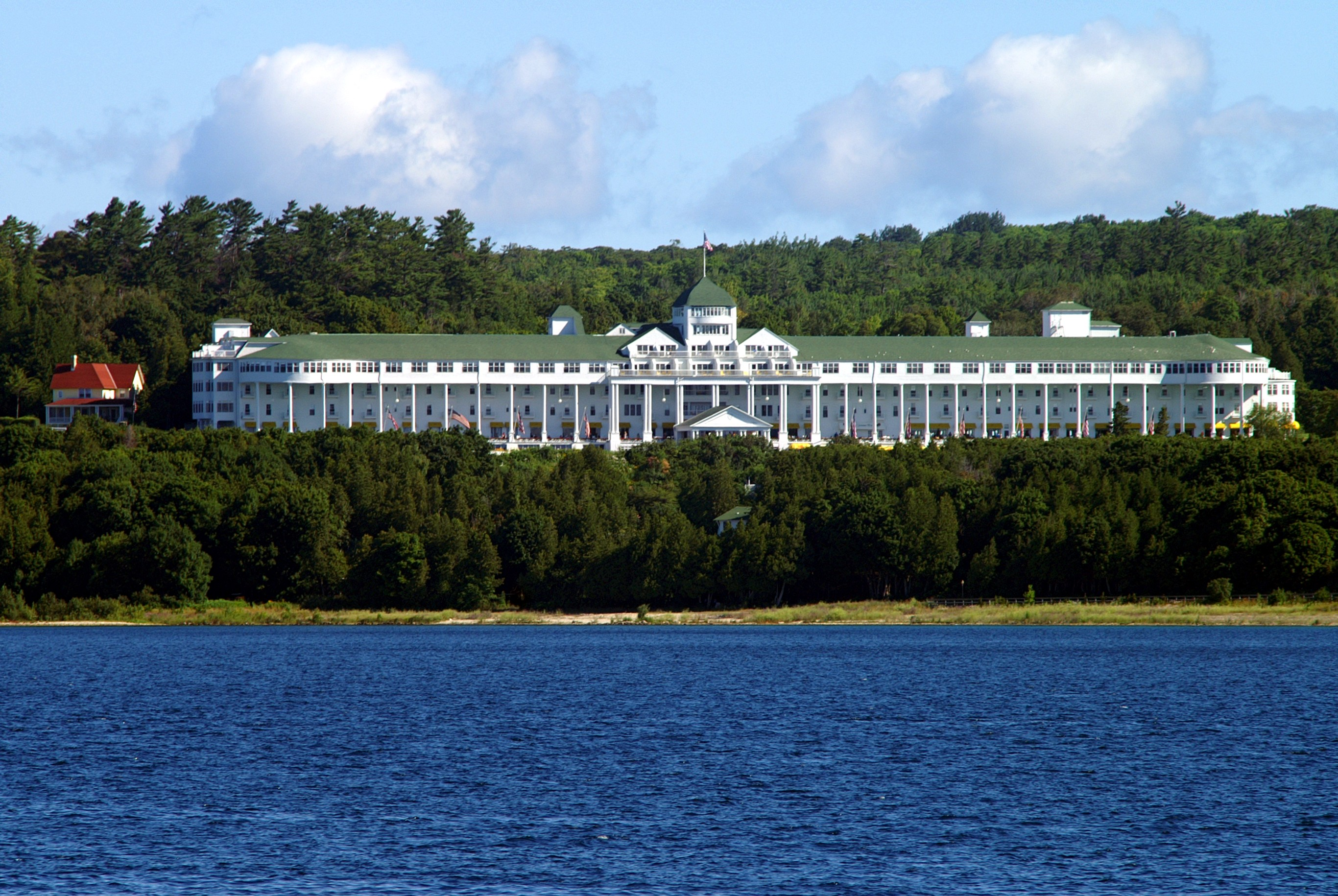
El Grand Hotel, donde se rodó la película

Mientras tanto, el verano llega a la isla Mackinac y los turistas acuden en masa a ella. La banda de Cugat tiene un contrato para actuar en el Grand Hotel, y Dick va con ellos. Deborah, al saber que Nora (que viaja con Gordon y Ferdi) ha llegado en barco, se apresura al hotel y avisa a Dick, quien sube a Deborah a su bicicleta y juntos viajan a la casa de Cambaretti para hablar con Nora.
En este viaje, Nora trajo a Gordon para la aprobación de sus abuelas. De repente, entran Dick y la pequeña Deborah. Dick intenta en vano explicar todo lo que ha sucedido. Nora permanece confundida y molesta. Ella lo rechaza y él se va. Nora y Deborah comienzan a llorar y huyen escaleras arriba, donde Ferdi las escucha. Invita al señor Heraldo a la isla, donde le pide disculpas a la abuela Cambaretti por colocar el anuncio en el periódico. También la reconoce de sus antiguos tiempos como artista en el circo. Los dos deciden que sus hijos deben casarse y encuentran una forma de unirlos.
Mientras Nora está en la piscina del hotel, enseñándole a Deborah a bucear y nadar, Dick comienza a cantar "Easy to Love" con la vocalista femenina de Cugat, lo que pone celosa a Deborah. Esa noche, Nora decide que va a perseguir a Gordon, pero Ferdi la convence de lo contrario.
El señor Herald lleva a la abuela a escuchar la actuación de Dick en el hotel, donde convence a Cugat de despedir a su hijo y luego comienza a cantar para el público. Deja de cantar "La donna è mobile" y comienza "Easy to Love", durante la cual Dick se levanta y se sienta junto a Nora, donde se toman de la mano y se acurrucan.

## Elenco
- Esther Williams como Leonora Cambaretti
- Johnnie Johnston como Dick Johnson
- Jimmy Durante como Ferdi Farro
- Lauritz Melchior como Richard Herald
- Xavier Cugat como él mismo
- May Whitty como la abuela Cambaretti
- María Estuardo como Frances Allenbury
- Ludwig Stössel como Peter
- Sharon McManus como Deborah Cambretti
- Dick Simmons como Gordon

## Música
La banda sonora de la película contiene una mezcla de géneros, que incluyen música pop, clásica y latina . Melchor interpreta tres arias operísticas . Cerca del final de la película, la cantante de la banda de Cugat, Lina Romay, y Cugat interpretan la canción "Chiquita Banana" antes de que Dick (Johnny Johnston) los interrumpa para cantar "You'd Be So Easy to Love" con Romay, quien se une a él, ante la perplejidad del líder de la banda. Más tarde, Johnston y Romay cantan juntos una versión "mezclada" de "Un poquito de amor" en la escena final del club nocturno.
Otros números incluyen:
- "Easy to Love" – Johnny Johnston
- "I Love to Dance" – Xavier Cugat and His Orchestra
- "I'm the Guy Who Found the Lost Chord" – Jimmy Durante
- "La donna è mobile" from Rigoletto – Lauritz Melchior
- "A Little Bit This and a Little Bit That" – Jimmy Durante
- "Inka Dinka Doo" – Jimmy Durante
- "M'Appari" from Martha – Lauritz Melchior
- "I'll Be with You in Apple Blossom Time" – Johnny Johnston
- "S'No Wonder They Fell in Love" – Johnny Johnston, Esther Williams and Sharon McManus
- "Ora è per sempre addio" from Otello – Lauritz Melchior [2]

## Producción
La película fue anunciada en enero de 1946, con José Iturbi y Xavier Cugat como protagonistas.  Van Johnson fue anunciado originalmente como coprotagonista de Esther.  Finalmente fue reemplazado por Johnny Johnston, quien acababa de aparecer en Till the Clouds Roll By de MGM. 
Esta fue la tercera de cuatro películas que Williams hizo con el director Richard Thorpe. A Williams le disgustó Thorpe desde el principio, y el sentimiento era mutuo.  "A Dick no le gustaba la gente demasiado alegre, lo que significó que yo le desagradaba instantáneamente", escribió Williams en su autobiografía. 

### Tiroteo
El rodaje tuvo lugar en julio de 1946 e incluyó rodaje en exteriores en la isla Mackinac. 
Esther Williams estaba embarazada durante el rodaje de This Time for Keeps, pero luego sufrió un aborto espontáneo. 
Para transmitir la sensación de vida al aire libre, de campo y de pueblo en la película, Irene decidió utilizar muchos cuadros en el vestuario. Ella diseñó un traje de baño para Williams hecho de franela a cuadros de leñador.  "Absorbía agua como un loco. Me sumergí en la piscina e intenté nadar, pero el traje me arrastró hasta el fondo. Era como intentar nadar envuelto en una vieja manta militar. De hecho, tuve problemas para mantener la cabeza fuera del agua", escribió Williams en The Million Dollar Mermaid . "Finalmente, me acerqué, tiré de la cremallera y vi cómo el traje se hundía rápidamente hasta el fondo de la parte más profunda de la piscina". El asistente de Williams tuvo que hacer agujeros en una toalla para ponérsela mientras salía de la piscina, ya que el set estaba rodeado de turistas. 
Stanley Donen coreografió las escenas de danza y ballet acuático.
Johnston mantenía una relación a largo plazo con Kathryn Grayson (con quien más tarde se casaría) y en su autobiografía, Williams escribió que leía en voz alta las cartas íntimas de Grayson a las chicas de su club de fans, incluidos los "detalles demasiado gráficos sobre lo que a ella le gustaba de su forma de hacer el amor". 

## Recepción
La película fue un éxito y recaudó 2.694.000 dólares en Estados Unidos y Canadá y 1.712.000 dólares en otros lugares, lo que dio como resultado una ganancia de 104.000 dólares. 

### Respuesta crítica
Una reseña de la película publicada en 1947 por el New York Times la calificó de "un espectáculo muy aburrido, conscientemente tierno y vergonzosamente empalagoso durante la mayor parte de su excesiva duración". 

### Medios domésticos
El 6 de octubre de 2009, Turner Entertainment lanzó This Time for Keeps en DVD como parte de la Colección Esther Williams Spotlight, Volumen 2. El conjunto de 6 discos fue una continuación de la Colección Esther Williams Spotlight de la compañía, Volumen 1, y contiene versiones remasterizadas digitalmente de varias de las películas de Williams, entre ellas Thrill of a Romance (1945), Fiesta (1947), Pagan Love Song (1950), Million Dollar Mermaid (1952) y Easy to Love (1953). 